# Gond-Pontouvre
Gond-Pontouvre /ɡõpõˈtuvʁ/ è un comune francese di 6 139 abitanti situato nel dipartimento della Charente, nella regione della Nuova Aquitania.

## Società

### Evoluzione demografica
Abitanti censiti